# Albin 57
Albin 57 är en segelbåt som tillverkades av Albin Marin. Det är en kölbåt som konstruerades 1977 av Rolf Magnusson. Skrovet är 5,74 meter långt (5,0 m i vattenlinjen), 2,41 meter brett och djupgåendet är 1,3 meter. Deplacementet ligger på 0,80 ton. Cirka 400 Albin 57:or tillverkades.